# Parc Youri-Gagarine (Samara)
Le parc Youri-Gagarine (Парк имени Юрия Гагарина) est un espace vert de la ville de Samara comprenant des attractions et des lieux culturels à ciel ouvert qui a été inauguré en juillet 1976. Il porte le nom du cosmonaute soviétique Youri Gagarine, dont la statue domine à Samara les bords de la Volga. Il s'étend sur 0,3 hectare dans le raïon Industriel. C'est un rendez-vous de promenades fort apprécié des habitants de Samara.

## Attractions
Le parc possède un canal artificiel avec une chute d'eau, un lac artificiel avec des cygnes, une patinoire à ciel ouvert en hiver, un manège ouvert pour chevaux et poneys, une grande roue de 25 mètres de hauteur et des attractions pour enfants ouvertes pendant la belle saison.

## Faune et flore
Le parc est planté de nombreux chênes et parcouru par des écureuils.